# Air Guilin

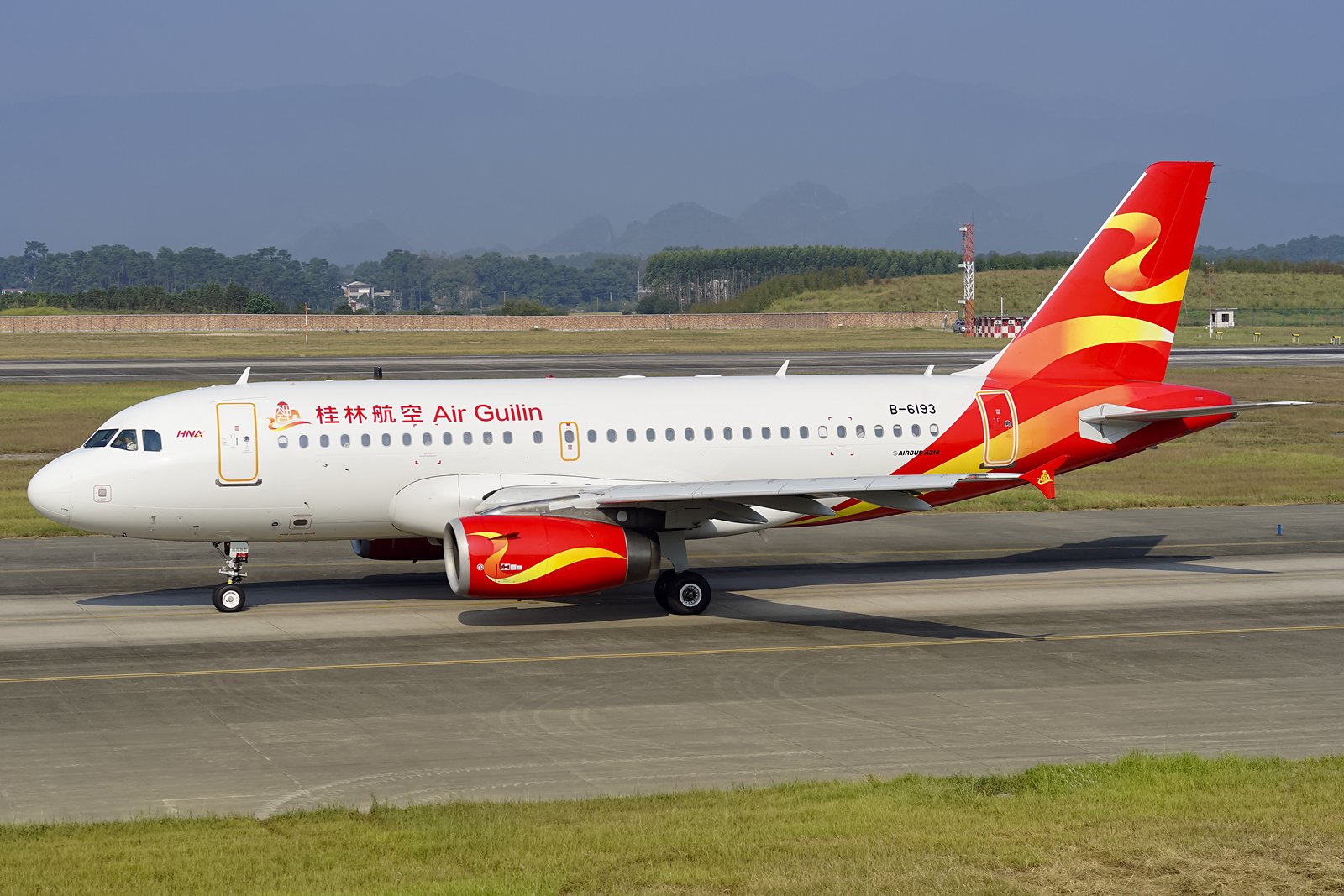
Airbus A319 авиакомпании на рулении в международном аэропорту Гуйлинь Лянцзян

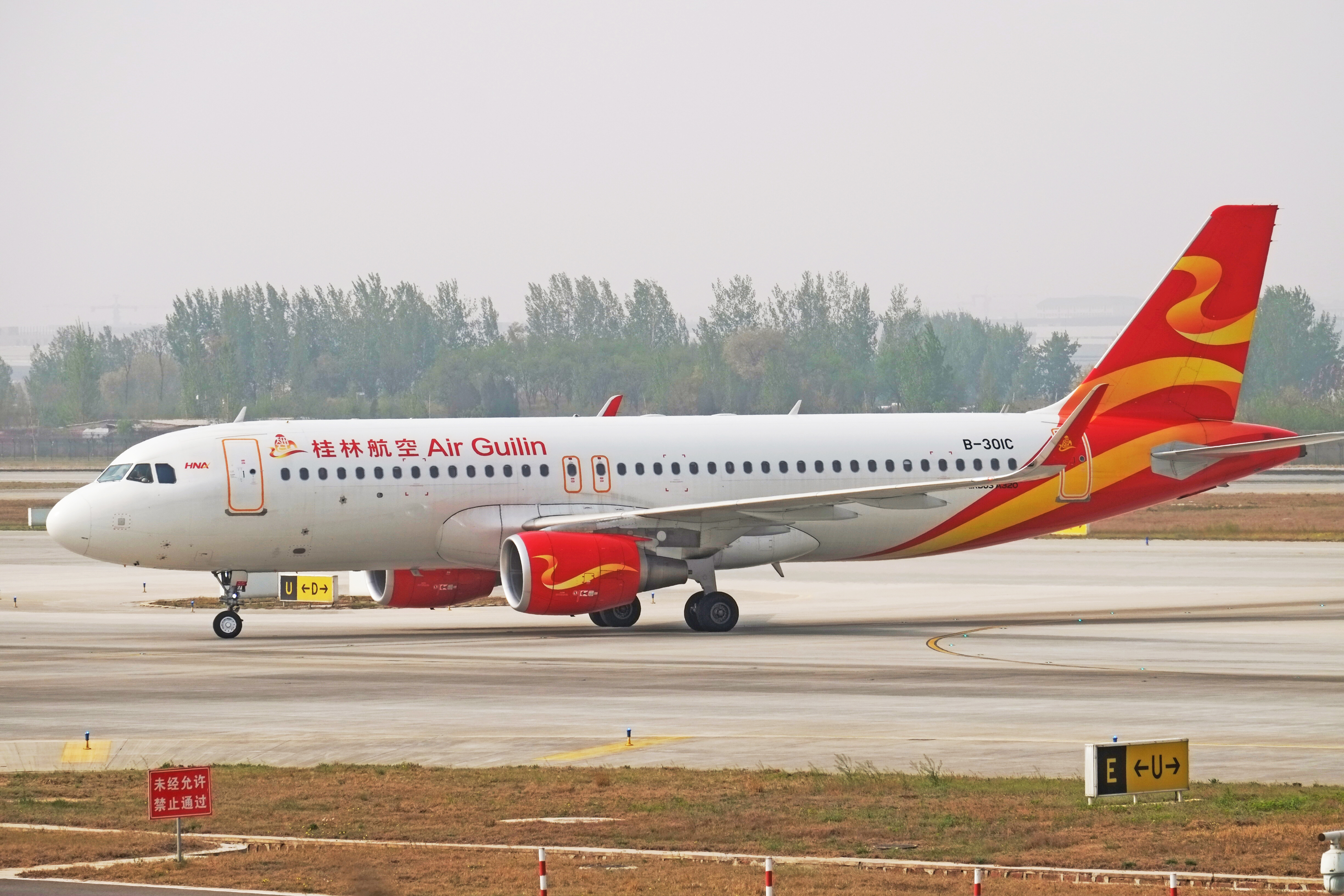
Airbus A320 на рулении в международном аэропорту Чжэнчжоу Синьчжэн

Air Guilin (кит. упр. 桂林航空, пиньинь: Guìlín Hángkōng) — китайская региональная авиакомпания со штаб-квартирой в районе Сюфэн (Гуйлинь, Гуанси-Чжуанский автономный район), работающая в сфере регулярных перевозок на внутренних маршрутах Китая. Портом приписки компании и её главным транзитным узлом (хабом) является международный аэропорт Гуйлинь Лянцзян. Компания создавалась в качестве совместного предприятия муниципальными властями Гуйлиня и магистральной авиакомпанией Hainan Airlines для поддержки развития туризма в регионе.

## История
В 2013 году муниципальные власти и конгломерат HNA Group для поддержки развития туризма в регионе образовали авиакомпанию Guangxi Airlines, которая в следующем году сменила своё официальное название на Guilin Airlines и планировала начать операционную деятельность в мае того же года. 8 сентября 2015 года компания получила предварительное одобрение Администрации гражданской авиации Китая на выполнение регулярных маршрутов. Месяцем позже руководство авиакомпании приняло решение о формировании воздушного флота из самолётов Airbus A319.
В конце 2015 года компания очередной раз сменила официальное название на Air Guilin, представила собственный логотип и начала операционную деятельность 26 июня 2016 года с выполнения первого регулярного рейса между Гуйлинем и Чжэнчжоу.

## Корпоративные сведения
60 % акций Air Guilin принадлежит государственной компании по развитию туризма Гуйлиня, остальные 40 % находятся в собственности «Guilin Aviation Tourism Group», являющейся дочерним предприятием конгломерата HNA Group.

## Маршрутная сеть
В августе 2017 года маршрутная сеть регулярных перевозок авиакомпании Air Guilin охватывала следующие аэропорты:
| Провинция           | Город      | Аэропорт                                  | Примечания |
| ------------------- | ---------- | ----------------------------------------- | ---------- |
| Аньхой              | Хэфэй      | международный аэропорт Хэфэй Синьцяо      |            |
| Аньхой              | Хуаншань   | международный аэропорт Хуаншань Туньси    |            |
| Чунцин              | Чунцин     | международный аэропорт Чунцин Цзянбэй     |            |
| Гуанси              | Бэйхай     | аэропорт Бэйхай Фучэн                     |            |
| Гуанси              | Гуйлинь    | международный аэропорт Гуйлинь Лянцзян    | хаб        |
| Гуанси              | Наньнин    | международный аэропорт Наньнин Усюй       |            |
| Гуйчжоу             | Гуйян      | международный аэропорт Гуйян Лундунбао    |            |
| Хайнань             | Хайкоу     | международный аэропорт Хайкоу Мэйлань     |            |
| Хэбэй               | Шицзячжуан | международный аэропорт Шицзячжуан Чжэндин |            |
| Хэбэй               | Таншань    | аэропорт Таншань Саньнюйхэ                |            |
| Хэнань              | Чжэнчжоу   | международный аэропорт Чжэнчжоу Синьчжэн  |            |
| Хубэй               | Эньши      | аэропорт Эньши Сюцзяпин                   |            |
| Хубэй               | Ичан       | аэропорт Ичан Санься                      |            |
| Внутренняя Монголия | Хух-Хото   | международный аэропорт Хух-Хото Байта     |            |
| Цзянсу              | Сючжоу     | аэропорт Сючжоу Гуаньинь                  |            |
| Цзянсу              | Янчжоу     | аэропорт Янчжоу Тайчжоу                   |            |
| Цзянси              | Наньчан    | международный аэропорт Наньчан Чанбэй     |            |
| Гирин               | Чанчунь    | международный аэропорт Чанчунь Лунцзя     |            |
| Ляонин              | Далянь     | международный аэропорт Далянь Чжоушуйцзы  |            |
| Ляонин              | Шэньян     | международный аэропорт Шэньян Таосянь     |            |
| Шаньдун             | Цзинань    | международный аэропорт Цзинань Яоцян      |            |
| Шаньдун             | Яньтай     | международный аэропорт Яньтай Пенлай      |            |
| Шаньси              | Датун      | аэропорт Датун Юньган                     |            |
| Чжэцзян             | Нинбо      | международный аэропорт Нинбо Лишэ         |            |

## Флот

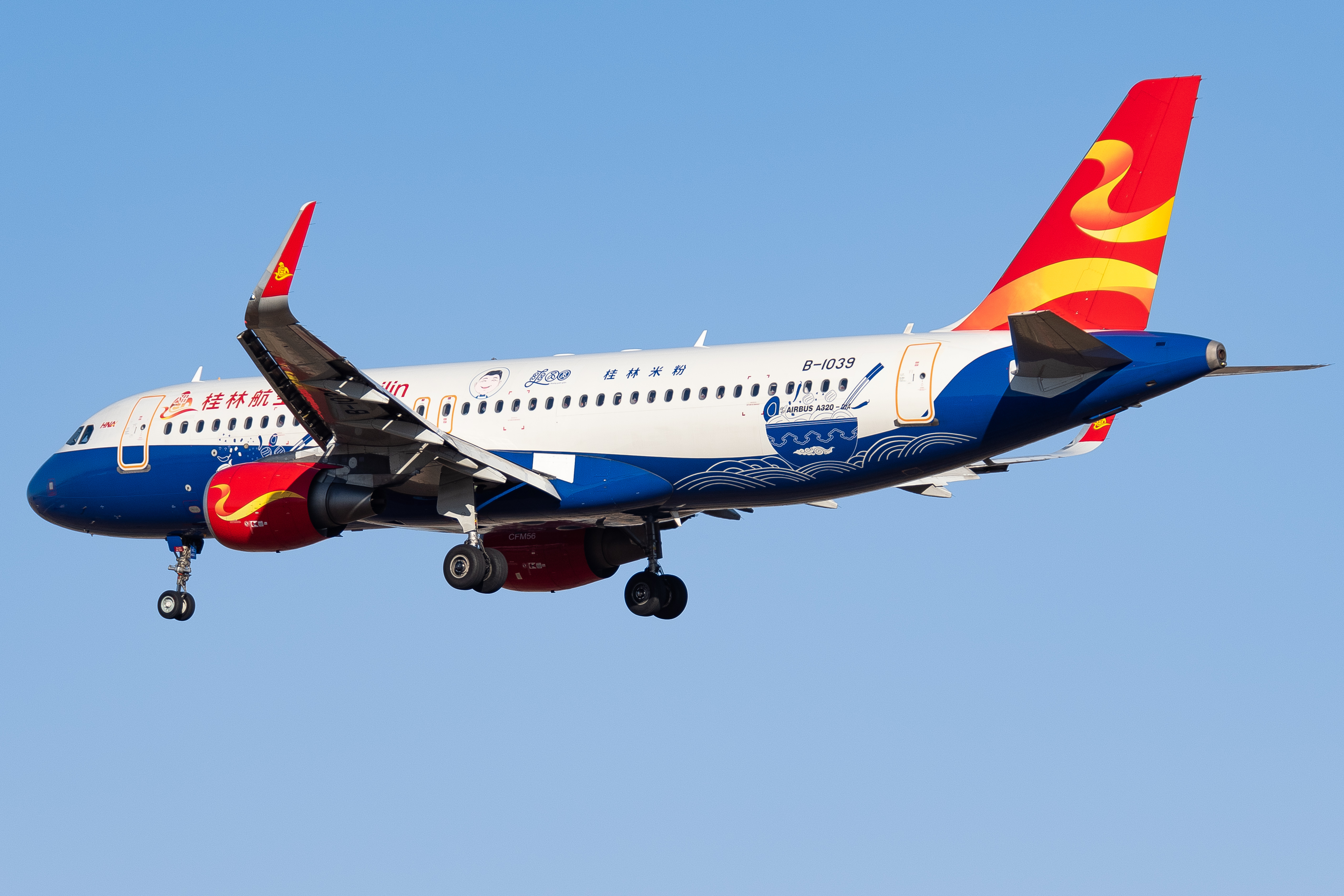
Airbus A320 авиакомпании Air Guilin в специальной ливрее «Гуйлиньская рисовая лапша»

В сентябре 2019 года воздушный флот авиакомпании Air Guilin составляли следующие самолёты:

## Авиапроисшествия и инциденты
- 4 января 2019 года, КВС Airbus A319, выполнявшего регулярный рейс из Гуйлиня Янчжоу, в нарушение действующих правил безопасности впустил в кабину пилотов постороннюю женщину. Данный инцидент был обнародован 4 ноября 2019 года, в результате чего командир пожизненно лишился лицензии пилота[13].